# Amnirana occidentalis
Amnirana occidentalis es una especie de anfibio anuro de la familia Ranidae. Se encuentra en Costa de Marfil, Ghana, Guinea, Liberia y, posiblemente en Nigeria. Se encuentra amenazada de extinción por la pérdida de su hábitat natural.